# Mario Ashiku
Mario Ashiku (ur. 27 lipca 1939 w Szkodrze) – albański aktor i reżyser. 

## Życiorys
W 1964 ukończył studia w Wyższej Szkole Aktorskiej im. Aleksandra Moisiu przy Teatrze Ludowym w Tiranie. Po studiach został aktorem Teatru Ludowego, skąd został skierowany do Teatru Estradowego w Pogradcu. Oprócz licznych ról teatralnych ma na swoim koncie także 13 ról w filmach fabularnych. Zadebiutował rolą Arbena w filmie Furtuna w 1959 r.

## Role filmowe
- 1959: Furtuna jako Arben
- 1961: Debatik jako Astrit
- 1964: Toka jonë jako Leka
- 1966: Komisari i Dritës jako Ndre Gjetani
- 1980: Sketerre 43 jako Alberto Pariani
- 1982: Nëntori i dytë jako Shpend Dragobia
- 1983: Gracka jako Veseli
- 1985: Asgjë nuk harrohet jako prof. Kallmi
- 1985: Te paftuarit jako książę
- 1985: Tre njerëz me guna jako niemiecki dowódca
- 1986: Bardhësi jako Xhezair
- 1987: Vrasje ne gjueti